# Allergie à l'avoine
L'allergie à l'avoine est une sensibilité qui perturbe certaines personnes après la consommation d'avoine (Avena sativa), plus précisément en réaction aux protéines de stockage de cette céréale, provoquant des allergies qu'elles soient inhalées ou ingérées. 
Une affection plus complexe affecte les personnes souffrant d'une entéropathie sensible au gluten, qui intègre aussi une réaction à l'avenine, protéine glutineuse de l'avoine similaire au gluten du blé. L'allergie aux aliments à base d'avoine peut également résulter de leur contamination fréquente par des particules de blé, d'orge ou de seigle.